# Hagiografija
Hagiografija ( hæɡiɒɡrəfi ; iz grčkog ἅγιος, hagios, što znači "sveto" i "γραφία, -graphia", što znači "pisanje") biografija svetaca ili crkvenih poglavara. Pojam hagiografija može se upotrijebiti kao pojam za životopis svetaca ili veoma razvijenih duhovnih bića u bilo kojoj svjetskoj duhovnoj tradiciji.

Kršćanske hagiografije su usredotočene na živote, a osobito na čuda koja se pripisuju muškarcima i ženama koji su 
kanonizirani i rimokatoličkoj Crkvi, anglikanskoj Zajednici, Istočnoj pravoslavnoj Crkvi, Orijentalnoj pravoslavnoj Crkvi i crkvi Istoka.
 Druge religije kao što su budizam, hinduizam, islam, sikhizam i džainizam također pišu i održavaju hagiografske tekstove (kao što je kod Sikha knjiga svetih Janamsakhis) o svetima, guruima i drugim osobama za koje se vjeruje da su prožeti Svetim moćima.
Hagiografski radovi, osobito oni iz srednjeg vijeka, sadržavaju zapise institucionalne i lokalne povijesti, kao i dokaze o istaknutim kultovima, običajima i tradicijama. 

Međutim, kada se govori o suvremenim, necrkvenim djelima, pojam hagiografija se često koristi kao pogrdna referenca upućena biografima i povjesničarima koji se smatraju nekritičnima prema predmetu izučavanja.

## Razvoj
Hagiografija je bila važan književni žanr u ranokršćanskoj crkvi, pružajući određenu informativnu povijest zajedno s nadahnutim pričama i legendama. Hagiografski prikaz pojedinog sveca može se sastojati od biografije (vita), opisa svetih djela i / ili čuda, navoda o svetom mučeništvu (passio), ili kao kombinacija navedenih.
Žanr života svetaca prvo se pojavljuje u Rimskom Carstvu jer su zabilježene legende o kršćanskim mučenicima. Datumi njihove smrti stvorili su temelj martirologije.

 
U IV. stoljeću su postojale tri glavne vrste kataloga života svetaca:
- godišnji katalog kalendara ili menaion (grčki, μηναῖον, menaion znači "mjesečno"), biografije svetaca koje treba pročitati na propovijedima;
- sinaksarion ili skraćena verzija života svetaca raspoređenih prema datumima;
- paterikon[2] (potiče od grčkog πατερικόν; grčki i latinski, pater znači "otac" - "Očeva knjiga"), knjiga koja svojim sadržajem pripada žanru asketske literature. Sadrži mnogobrojne priče o monaškim podvizima, koji imaju didaktičku ulogu.

U zapadnoj Europi hagiografija je bila jedno od važnijih sredstava za proučavanje inspirativne 
povijesti tijekom srednjeg vijeka. Zlatna legenda, talijanskog kroničara i nadbiskupa Đenove 
Jakova de Voragine, obuhvatila je velik dio srednjovjekovnog hagiografskog materijala, s izrazitim naglaskom na čarobne priče. Životopisi su često pisani na način da bi se promicao kult lokalnih ili nacionalnih država, a osobito da bi se razvijala hodočašća vezana za relikvije. Brončana vrata katedrale u Gnieznu, u Poljskoj, su jedina romanička vrata u Europi koja obilježavaju život sveca i to sv. Adalberta, koji je pokopan u toj katedrali, a prikazan je u 18 scena, vjerojatno na temelju izgubljene osvijetljene kopije jednog od njegovih životopisa.
Zajednica Bolandista, nazvanih po jezuiti Žanu Bolou, je nastavila studij, akademsku skupštinu, procjenu i objavljivanje materijala koji se odnose na život kršćanskih svetaca. (vidi Acta Sanctorum.)